# Лесово (Болгария)
Лесово (болг. Лесово) — село в Болгарии. Находится в Ямболской области, входит в общину Елхово. Население составляет 657 человек.

Кроме того село Лесово граничит с Турцией. Пропускной пункт Болгария-Турция.

## Политическая ситуация
В местном кметстве Лесово, в состав которого входит Лесово, должность кмета (старосты) исполняет Димитр Александров Бабаджанов (Граждане за европейское развитие Болгарии (ГЕРБ)) по результатам выборов правления кметства.
Кмет (мэр) общины Елхово — Петыр Андреев Киров (коалиция партий: Граждане за европейское развитие Болгарии (ГЕРБ), Демократы за сильную Болгарию (ДСБ), Земледельческий народный союз (ЗНС), Союз демократических сил (СДС), Союз свободной демократии (ССД)) по результатам выборов в правление общины.